# جوردن غرين
جوردن غرين (بالإنجليزية: Jordan Green) (22 فبراير 1995 في المملكة المتحدة - ) هو لاعب كرة قدم بريطاني في مركز الهجوم. لعب مع نيوبورت كونتي.

## وصلات خارجية
- جوردن غرين على موقع قاعدة بيانات كرة القدم.إي يو (الإنجليزية)
- جوردن غرين على موقع Soccerbase.com (لاعب) (الإنجليزية)
- جوردن غرين على موقع AS.com (الإسبانية)